# Un Américain bien tranquille (roman)
Pour les articles homonymes, voir Un Américain bien tranquille.
Un Américain bien tranquille (The Quiet American)  est un roman de l'écrivain britannique Graham Greene, publié en 1955. Il a été adapté au cinéma à deux reprises, en 1958 et en 2002.

## Résumé
Situé à Saïgon (Viêt Nam) au début de l'année 1952, pendant la guerre d'Indochine, le roman dépeint deux conflits simultanés : d'une part, un triangle romantique entre le journaliste britannique vétéran Thomas Fowler, le jeune Américain Alden Pyle, membre d’une mission d’aide médicale, et la jeune amie vietnamienne de Fowler, Phuong ; d'autre part, la découverte progressive par Fowler de la véritable personnalité de Pyle, agent sous couverture de la CIA apportant du soutien logistique au général Thé, qui commettra des attentats contre les Français, attribués au Viet Minh, grâce à des explosifs importés clandestinement. Toutefois, l'intérêt du portrait psychologique de l'un des personnages principaux réside dans l'apparente sincérité des sentiments de Pyle envers Phuong et l'absence totale de culpabilité dont il fait preuve, tant dans son entreprise de déstabilisation terroriste que dans la façon dont il ravit à Fowler sa maîtresse.
Le roman s'ouvre sur la découverte du cadavre de Pyle et se développe en flashback.

## Jugement critique
D'une claire linéarité dans son déroulement, en dépit de la succession des flashback, ce roman, qui fait le procès de l'esprit américain, est par ailleurs d'une grande précision dans la description du Saïgon de l'époque. Fowler habite rue Catinat, ancien nom de la rue Đồng Khởi, au cœur de l'ancienne ville coloniale française, et il travaille pour le Times au 73c,  rue d'Ormay, maintenant rue Mạc Thị Bưởi.

« Une réussite éblouissante d'équilibre et d'écriture »

— Laffont - Bompiani, Nouveau Dictionnaire des œuvres

## Éditions
- The Quiet American, Londres, Book Society edition - Heinemann, décembre 1955 ; New-York, Doubleday, 1956
- Un Américain bien tranquille, traduction Marcelle Sibon, Paris, coll. Pavillons, Robert Laffont, 1957 ; réédition 10-18, 2003  (ISBN 2-264-03794-6)

## Adaptations
- 1958 : Un Américain bien tranquille, film de Joseph L. Mankiewicz
- 2002 : Un Américain bien tranquille, film de Phillip Noyce